# Ga Cheonho
Ga Cheonho (Pungnaptoseong) (Tiếng Hàn: 천호(풍납토성)역, Hanja: 千戶(風納土城)驛) là ga trên Tàu điện ngầm vùng thủ đô Seoul tuyến 5 và Tàu điện ngầm Seoul tuyến 8 nằm ở ranh giới Cheonho 2-dong, Gangdong-gu, Seoul và Pungnap-dong, Songpa-gu. Tên phụ của nó là Pungnaptoseong (Tiếng Hàn: 풍납토성, Hanja: 風納土城) đề cập đến một bức tường đất cùng tên nằm giữa ga này và cuối phía Đông Nam của Cầu Olympic.

## Lịch sử
- 15 tháng 11 năm 1995: Bắt đầu hoạt động với việc khai trương đoạn Sangil-dong ~ Wangsimni của Tàu điện ngầm Seoul tuyến 5.
- 2 tháng 7 năm 1999: Nó trở thành ga trung chuyển với việc khai trương đoạn Jamsil ~ Amsa của Tàu điện ngầm Seoul tuyến 8.

## Bố trí ga
Cả hai tuyến đều là sân ga 2 mặt, 2 ray, được trang bị cửa chắn sân ga. Có 10 lối ra.

### Chuyển tuyến
Ở cuối Tuyến 5 về phía Ga Gwangnaru và Tuyến 8 về Ga Amsa (tuyến 5 và 8 đều là chuyến tàu đi lên đầu tiên), bạn có thể chuyển trực tiếp bằng cách đi lên và xuống một tầng cầu thang, với Tuyến 5 ở dưới cùng và Tuyến 8 ở trên cùng. Ga có cấu trúc này là Ga Chungmuro, ga trung chuyển cho Tuyến 3 và Tuyến 4. Vì nhà ga này được thiết kế có tính đến việc trung chuyển nên đường trung chuyển ngắn.

### Tuyến số 5 (B3F)
| Gwangnaru ↑ |
| \| W/B      |
| ↓ Gangdong  |

| Hướng Tây  | ●Tuyến 5 | ← Hướng đi Wangsimni · Sân bay Quốc tế Gimpo · Banghwa |
| Hướng Đông | ●Tuyến 5 | → Hướng đi Hanam Geomdansan · Macheon →                |

| Tuyến và hướng                                                        | Chuyển tuyến nhanh |
| --------------------------------------------------------------------- | ------------------ |
| Tuyến 5 (Hướng Banghwa) → Tuyến 8 (Hướng Byeollae)                    | 1-3                |
| Tuyến 5 (Hướng Banghwa) → Tuyến 8 (Hướng Moran)                       | 1-2                |
| Tuyến 5 (Hướng Hannam Geomdansan, Macheon) → Tuyến 8 (Hướng Byeollae) | 8-1                |
| Tuyến 5 (Hướng Hannam Geomdansan, Macheon) → Tuyến 8 (Hướng Moran)    | 8-2                |

### Tuyến số 8 (B2F)
| Amsa ↑                  |
| \| N/B                  |
| ↓ Văn phòng Gangdong-gu |

| Hướng Bắc | ● Tuyến 8 | ← Hướng đi Amsa · Guri · Dasan · Byeollae          |
| Hướng Nam | ● Tuyến 8 | → Hướng đi Jamsil · Chợ Garak · Bokjeong · Moran → |

| Tuyến và hướng                                                        | Chuyển tuyến nhanh |
| --------------------------------------------------------------------- | ------------------ |
| Tuyến 8 (Hướng Byeollae) → Tuyến 5 (Hướng Banghwa)                    | 1-4                |
| Tuyến 8 (Hướng Byeollae) → Tuyến 5 (Hướng Hannam Geomdansan, Macheon) | 2-2                |
| Tuyến 8 (Hướng Moran) → Tuyến 5 (Hướng Banghwa)                       | 6-1                |
| Tuyến 8 (Hướng Moran) → Tuyến 5 (Hướng Hannam Geomdansan, Macheon)    | 5-3                |

## Xung quanh nhà ga
| Lối ra \| 나가는 곳 \| Exit \| 出口 | Lối ra \| 나가는 곳 \| Exit \| 出口 |
| ----------------------------------- | --- |
| 1                                   | Hướng đi Công viên Hangang (Khu vực Gwangnaru) Hướng đi Cầu Cheonho                                                                                         |
| 2                                   | Cheonho 2-dong Gwangjinsageori Khu vực Cheonho Cầu Gwangjin / Hướng đi Khu nghỉ ngơi quan sát Đại lộ số 8                                                   |
| 3                                   | Bưu điện Cheonho-dong Trung tâm dịch vụ cộng đồng Cheonho 2-dong Hyundai Department Store Chi nhánh Cheonho 2001 Outlet Chi nhánh Cheonho Công viên Cheonho |
| 4                                   | Cheonhosageori Hyundai Department Store Chi nhánh Cheonho                                                                                                   |
| 5                                   | Cheonhogusageori Trung tâm dịch vụ cộng đồng Cheonho 3-dong Trung tâm phúc lợi xã hội Gangdong Chợ Cheonho E-mart chi nhánh Cheonho Heonhull Cheonho Center |
| 6                                   | Chợ truyền thống Seongnae |
| 7                                   | Seongnae 2-dong Daesung United |
| 8                                   | Olympic-ro |
| 9                                   | Pungnap 1-dong Bưu điện Pungnap-dong Trung tâm An ninh Pungnap 1                                                                                            |
| 10                                  | Trung tâm cộng đồng Pungnap 1-dong Pungnap Toseong Hướng đi Công viên Hangang (Khu vực Gwangnaru) Công viên lân cận Pungnap                                 |

## Hình ảnh

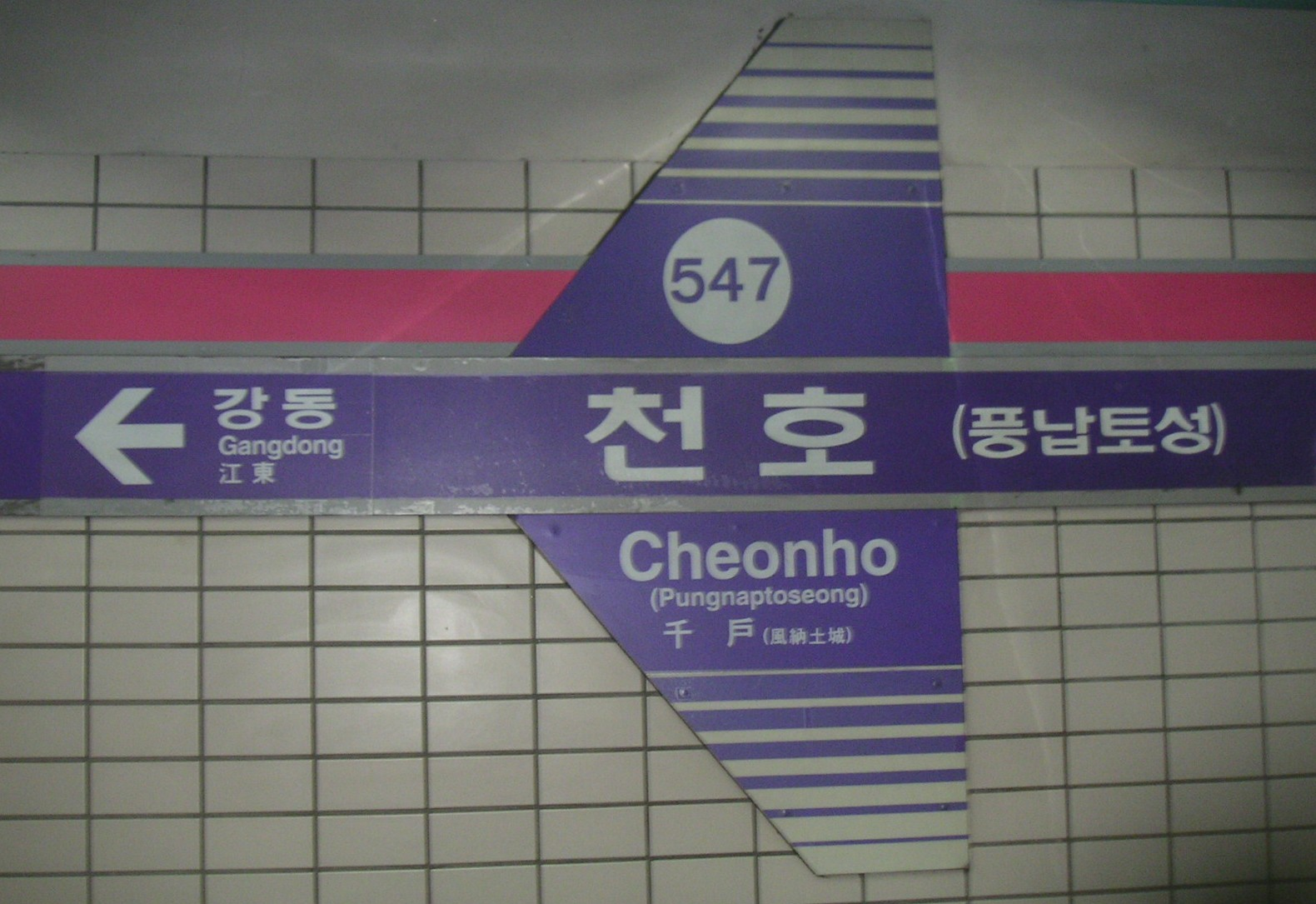
Ga Cheonho (Trước khi thay đổi bảng tên ga)
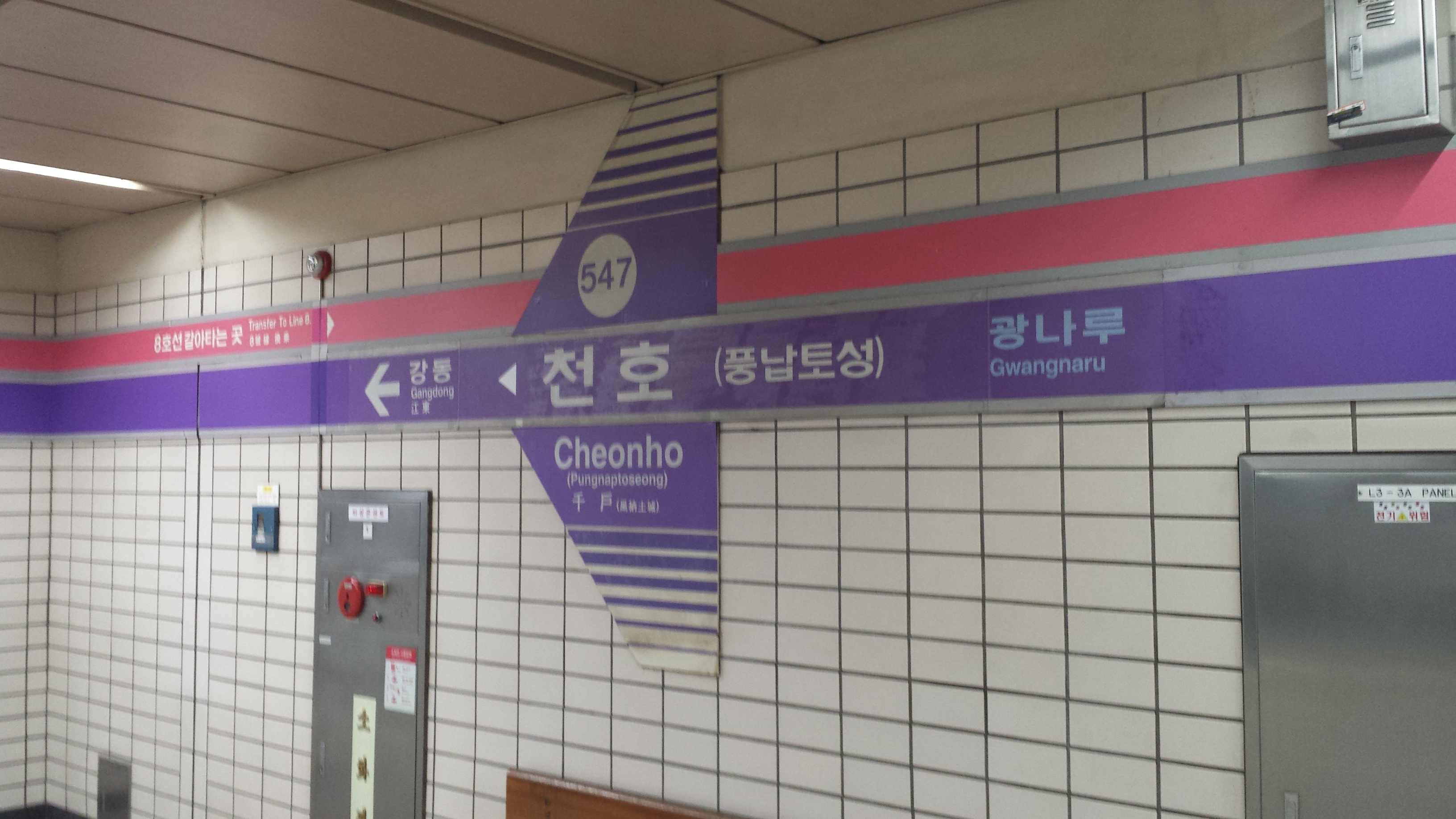
Tuyến 5 (trước khi thay thế bảng tên nhà ga)
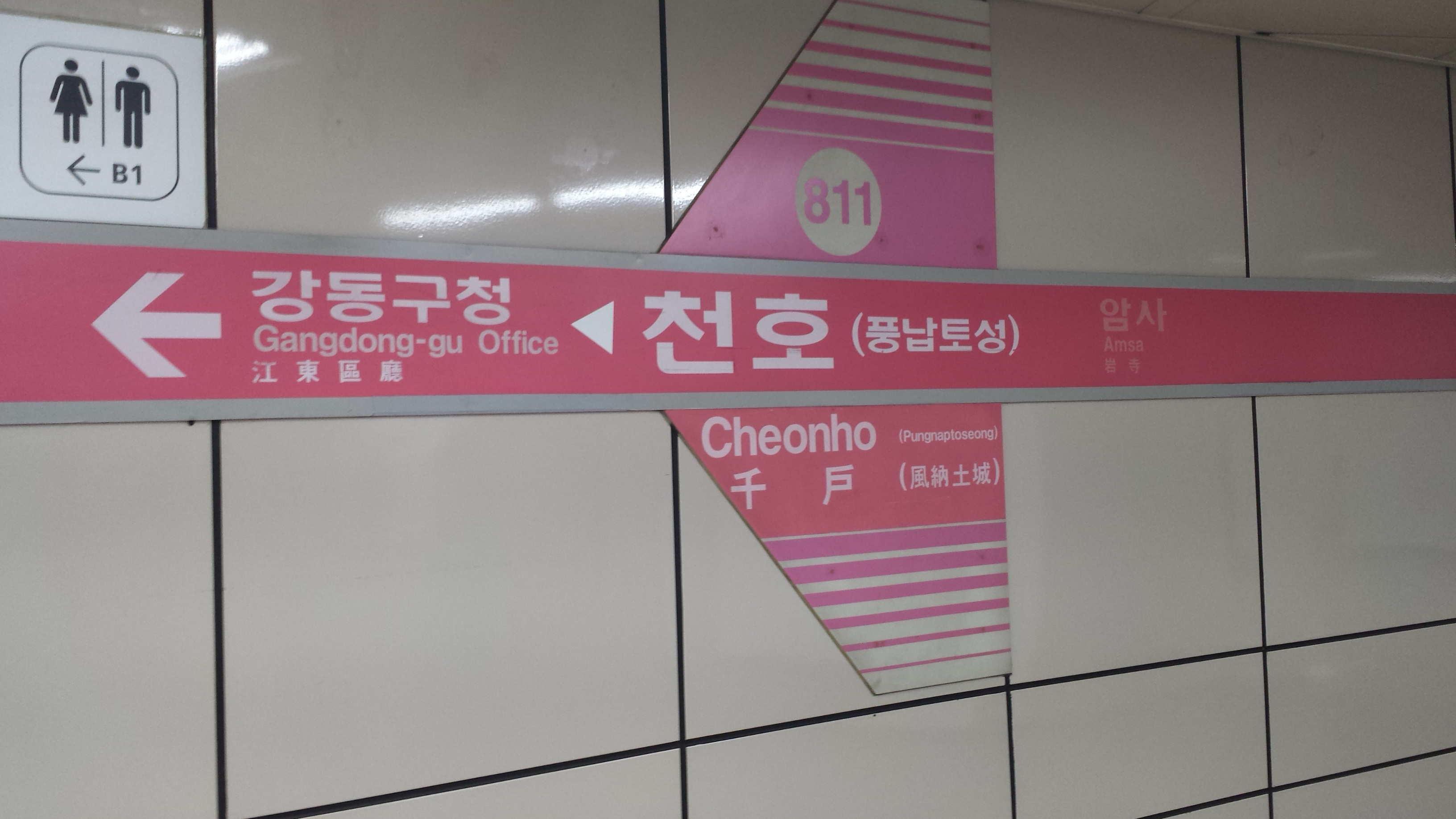
Tuyến 8 (trước khi thay thế bảng tên nhà ga)
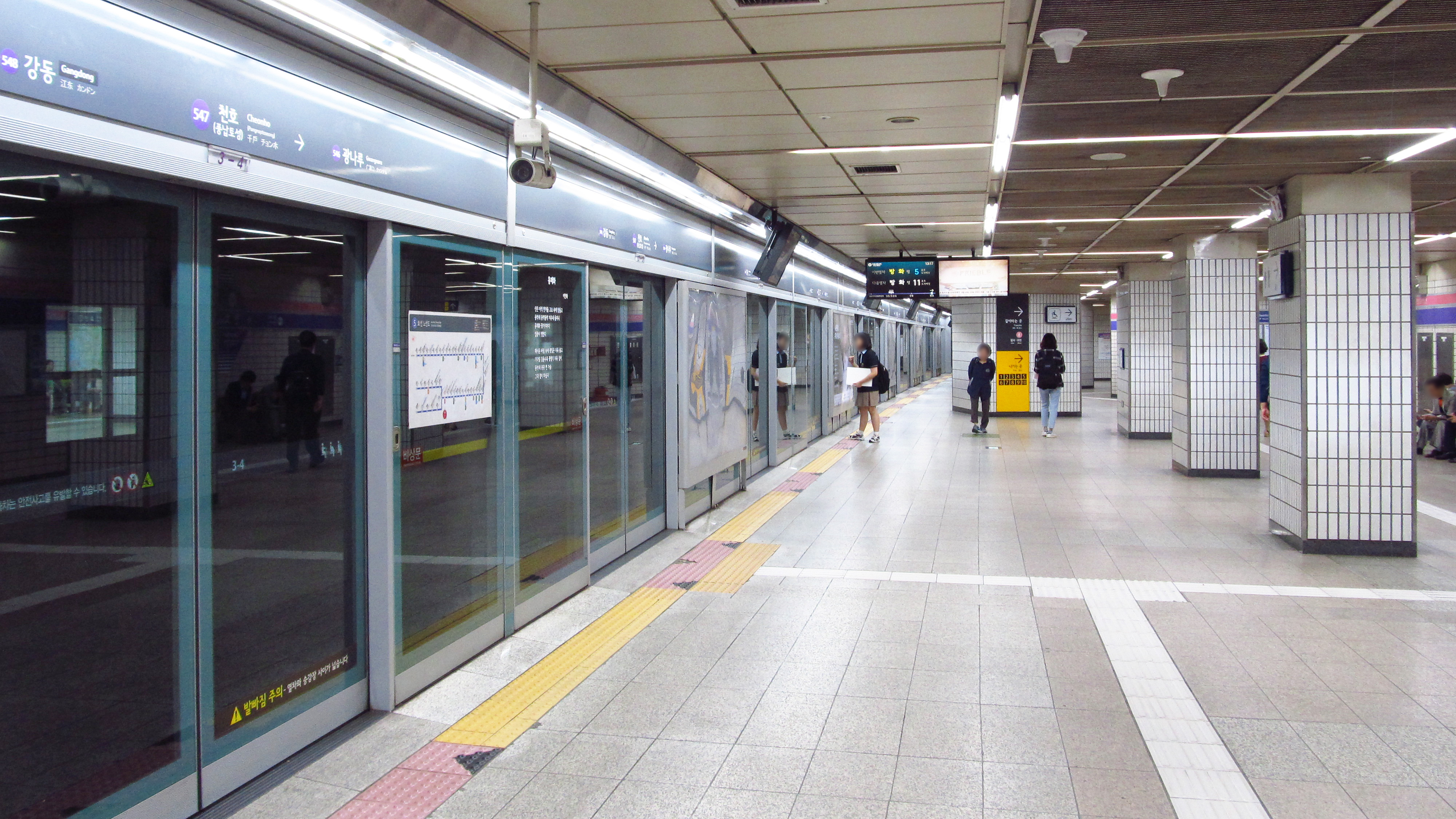
Sân ga Tuyến 5
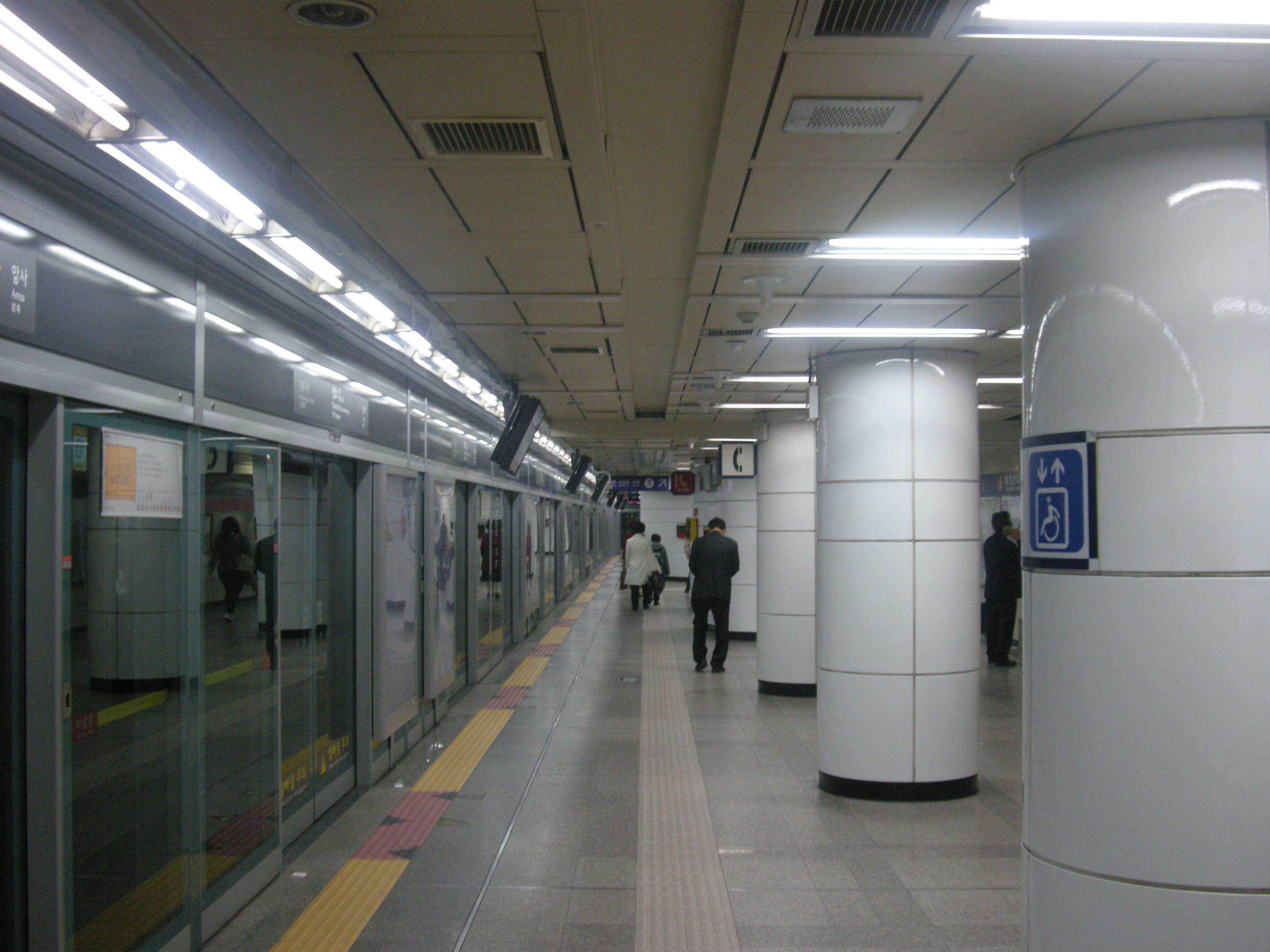
Sân ga Tuyến 8
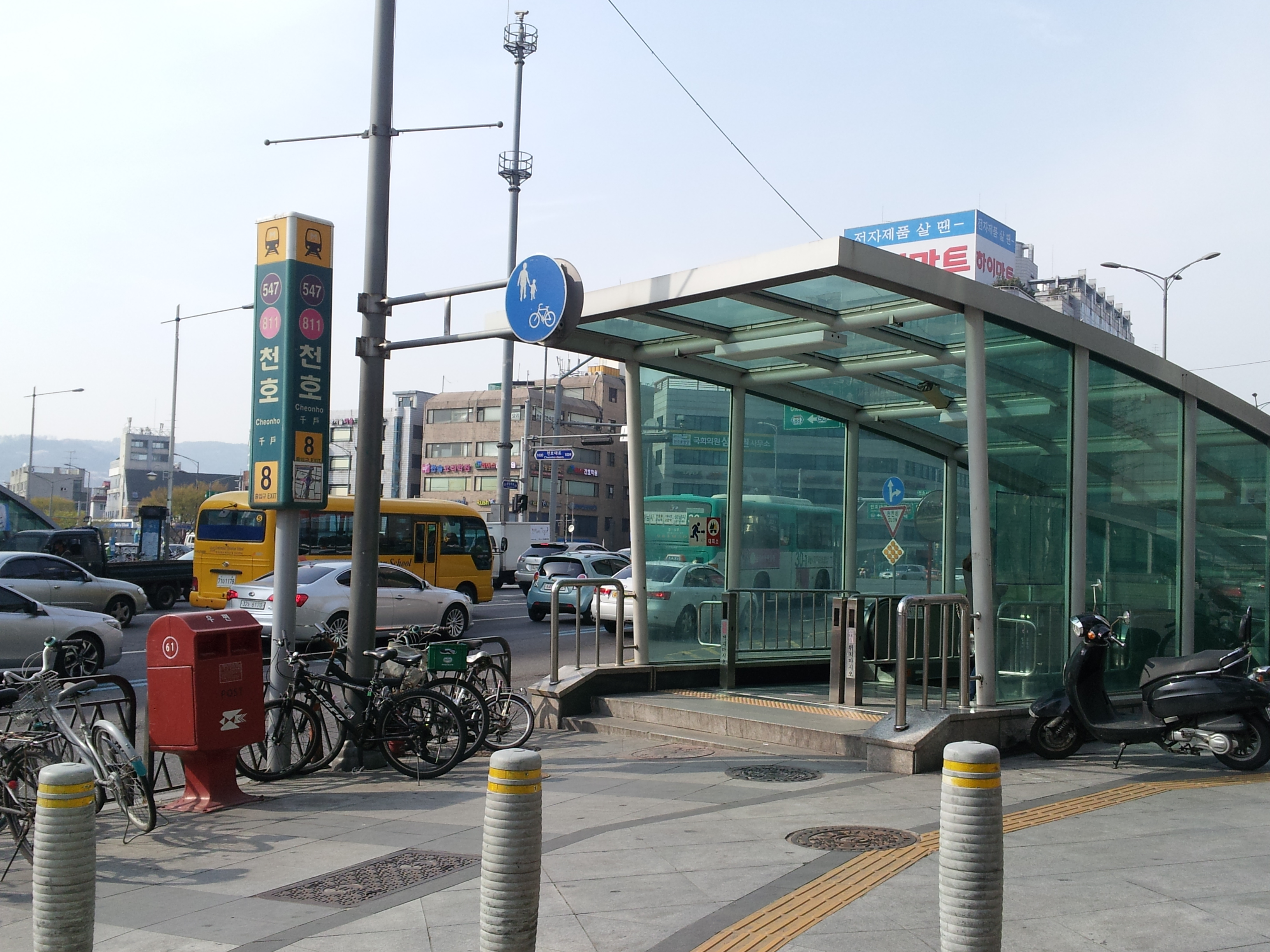
Lối ra 8
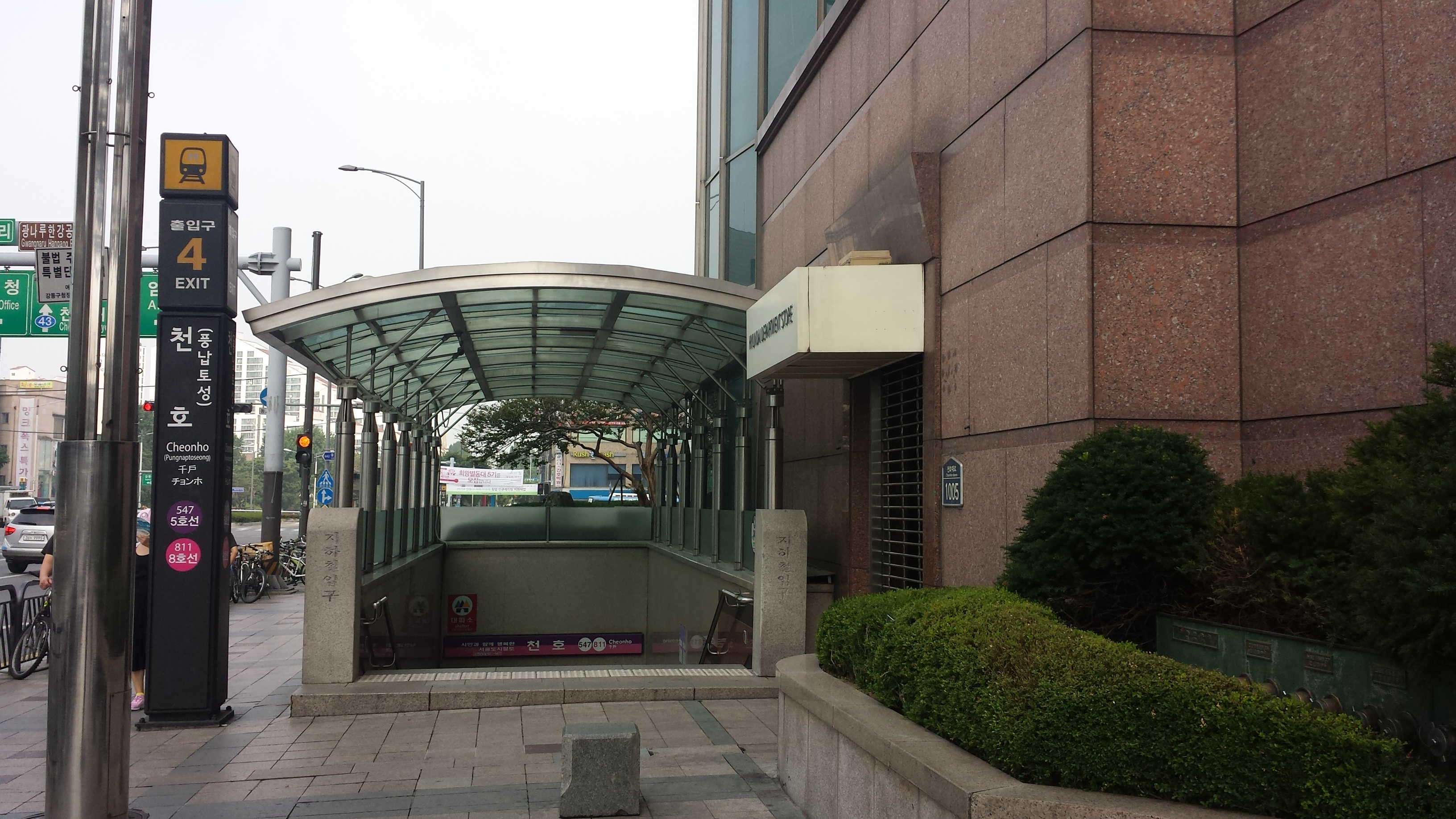
Lối ra 4
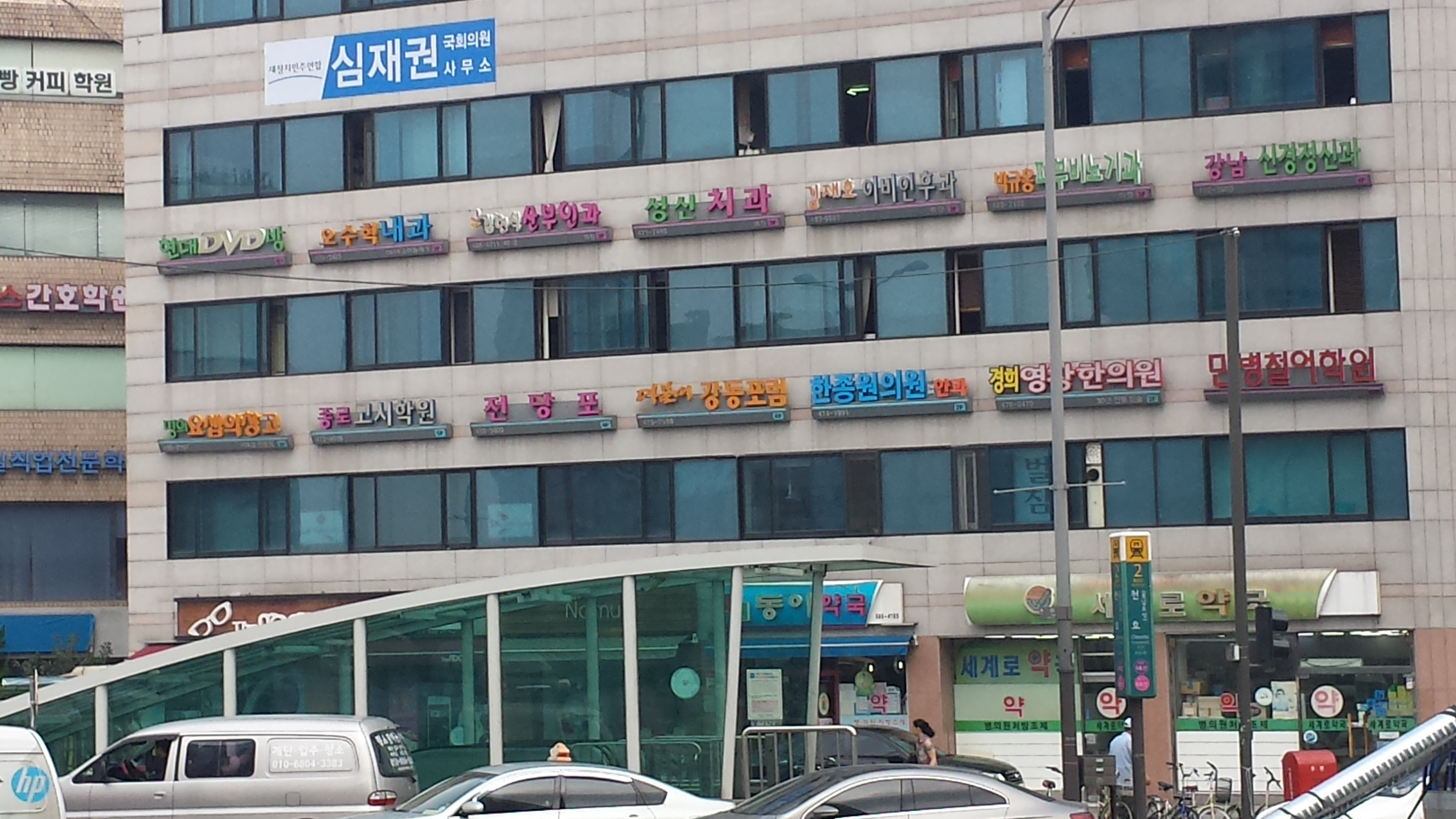
Lối ra 2
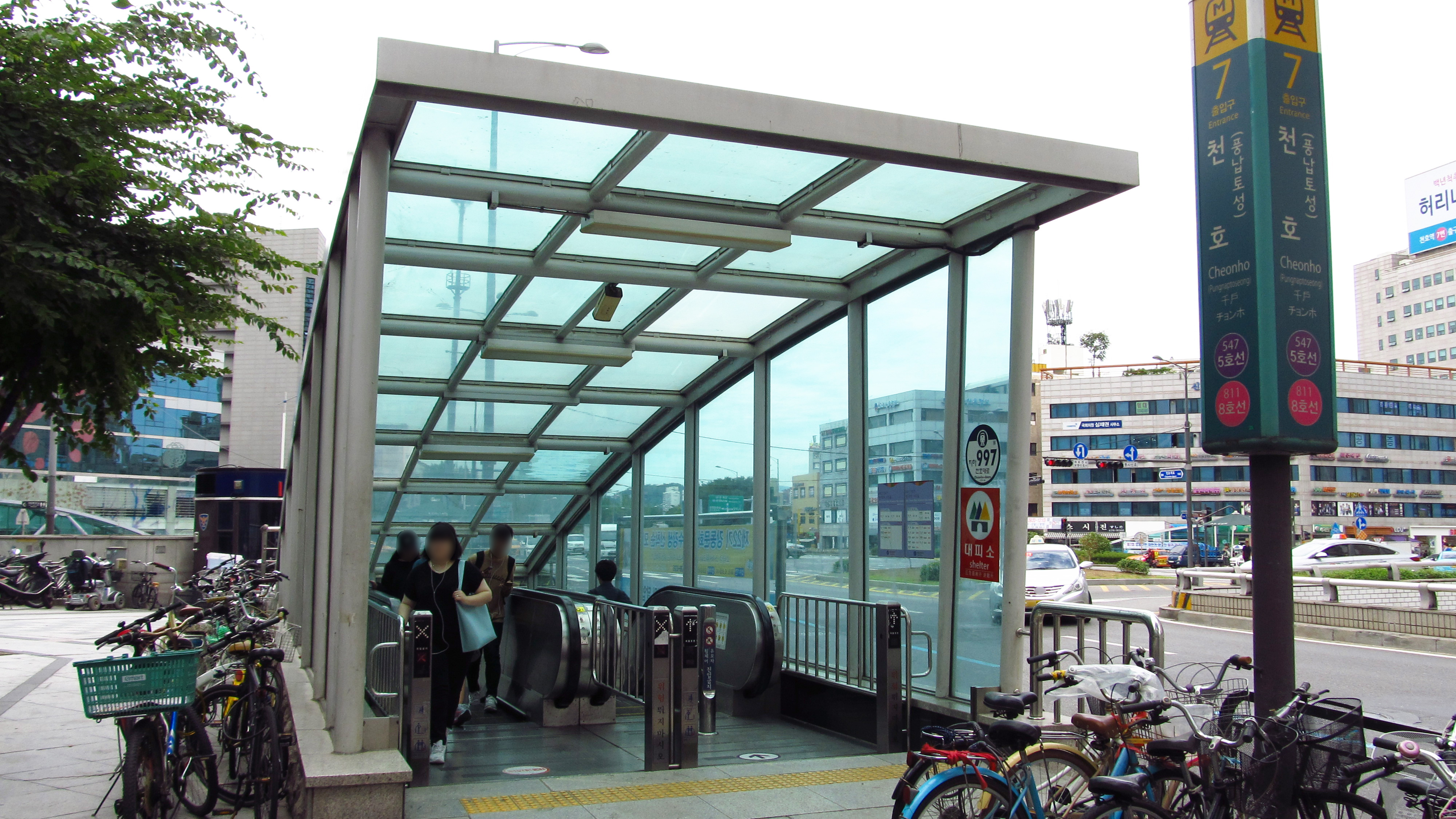
Lối ra 7

## Tai nạn – Sự cố
Vào ngày 17 tháng 10 năm 2005, một người bị kẹt giữa tàu và sân ga Cheonho trên Tuyến 5, lúc đó không có cửa chắn. Một nhân viên nhà ga đứng gần đó đã nhanh chóng đỡ được nó nhưng không kịp ngăn nó bị kẹt giữa toa tàu và sân ga, người dân đã xúm lại đẩy đoàn tàu một cách thần kỳ, thần kỳ đã đẩy được đoàn tàu ra ngoài và được giải cứu. Điều này rất giống với những gì đã xảy ra tại ga Sindang năm 2003 và đã được giới thiệu trong EBS Docu Prime.